# 聯邦點 (佛羅里達州)
聯邦點（英語：Federal Point）是位於美國佛羅里達州普特南縣的一個非建制地區。該地的面積和人口皆未知。

## 地理
聯邦點的座標為29°44′52″N 81°32′40″W / 29.74778°N 81.54444°W，而該地的平均海拔高度為1米（即3英尺）。